# VHV Gruppe
VHV Gruppe je globální společnost poskytující finanční služby se sídlem v Hannoveru. VHV je jednou z 20 nejdůležitějších primárních pojišťovacích skupin, stejně jako jedna z pěti největších automobilových pojišťoven v Německu. Kromě toho je VHV přední pojišťovnou ve stavebnictví. VHV se stala známou jako pojišťovna důležitých projektů, jako je Elbphilharmonie nebo Budova Říšského sněmu v Berlíně. VHV se objevil v roce 2003 od fúze mezi VHV (založená v roce 1919) a Hannoverschen (založená v roce 1875). Od 1973 VHV spolupracuje s pojišťovací společností VaV v Rakousku.Předsedou správní rady je Uwe H. Reuter od roku 2003.
V roce 2006 byla převzata společnost Wave Management AG.
V roce 2007 společnost VHV založila společnost Al Ahli Takaful v městě Jeddah v Saúdské Arábii jako společný podnik s National Commercial Bank a FWU. Díky rostoucímu počtu zákazníků a zaměstnanců byla postavena nová budova na VHV-Platz 1, která byla dokončena v 2009. V roce 2011 se ředitelství společnosti Wave Management AG přestěhovalo z Hamburku do Hannoveru. Od roku 2012 spolupracuje VHV s italskou pojišťovnou ITAS. VHV je skupina s více značkymi. V Turecku působí VHV Reasürans jako zajistitel. V roce 2016 se počet uzavřených smluv poprvé zvýšil na více než 10 milionů. V letech 2015 a 2017 byla VHV jednou z nejoblíbenějších německých pojistných značek. Dne 1. prosince 2014 založil VHV nadaci na podporu projektů v oblasti vzdělávání, integrace, kultury a vědy. V roce 2017 se společnost Hannoversche Direktversicherung spojila se společností VHV Allgemeine, aby snížila náklady. Současně byl zahájen největší digitalizační projekt v historii společnosti. Poprvé bylo ve finančním roce 2017 provedeno více než 3 miliardy příspěvků.
Dceřiné společnosti jsou:
- Hannoversche Lebensversicherung AG, Hannoveru
- VAV Versicherungs-AG, Vídeň
- VHV Reasürans AŞ, Istanbul
- Wave Management AG, Hannoveru
- VHV Allgemeine Versicherung AG, Hannoveru
- VHV solutions GmbH, Hannoveru
- Assicuratrice Val Piave, Belluno
- Intereurope AG, Düsseldorf

## Corporate Development
| rok                           | 2010    | 2011    | 2012    | 2013    | 2014    | 2015    | 2016    | 2017    | 2018    |
| ----------------------------- | ------- | ------- | ------- | ------- | ------- | ------- | ------- | ------- | ------- |
| čistý zisk (Mio. Euro)        | 35,7    | 108,9   | 72,7    | 52,6    | 103,8   | 140,1   | 127,8   | 156,1   | 233,3   |
| Získané příspěvky (Mio. Euro) | 2.330,4 | 2.377,7 | 2.460,5 | 2.624,5 | 2.687,3 | 2.720,9 | 2.871,9 | 3.041,9 | 3.151,2 |
| spravedlnost (Mio. Euro)      | 650,8   | 764,8   | 838,5   | 889,8   | 993,9   | 1.140,6 | 1.265,9 | 1.415,4 | 1.645,1 |
| Počet smluv (Mio.)            | 8,5     | 8,2     | 8,4     | 9,0     | 9,1     | 9,5     | 10,1    | 10,5    | 10,9    |

## Významné investice
VHV je zapojen jako akcionář s 34,02% v právní ochraně NRV z Mannheimu. V roce 2020 převzala VHV specialistu na digitalizaci Eucon se sídlem v Münsteru.

## Produkty a prodej
VHV také nabízí rizikové životní pojištění. Kromě toho pojišťovací skupina nabízí pojištění majetku, úrazu, úrazu a technického pojištění a pojištění motorových vozidel. VHV také prodává různé produkty zajištění.